# Frank Drake
Frank Donald Drake, född 28 maj 1930 i Chicago, Illinois, död 2 september 2022 i Aptos i Santa Cruz County, Kalifornien, var en amerikansk astronom och astrofysiker. Han blev mest känd för skapandet av Drakes ekvation, Arecibomeddelandet och SETI.

## Biografi
Redan som ung var Frank Drake intresserad av kemi och elektronik. Som åttaåring funderade han på möjligheten att det finns liv på andra planeter. Han vågade dock inte diskutera detta då hans föräldrar och lärare var djupt religiösa. 
Han tog examen vid Harvard i radioastronomi. Med hjälp av Carl Sagan konstruerade han Pioneerplaketterna som följde med Pioneer 10 och 11. Plattan innehöll ett enkelt budskap från mänskligheten ifall några främmande livsformer skulle hitta den. Senare övervakade han även skapandet av Voyager Golden Record som sattes på Voyager 1.
År 1974 skrev han Arecibomeddelandet tillsammans med Carl Sagan. Drake var medlem i National Academy of Sciences, där han var ordförande i styrelsen för fysik och astronomi (1989–1992). Han tjänstgjorde även som ordförande för Astronomiska Sällskapet i Stilla havet. Han var professor i astronomi vid Cornell University (1964–1984). Han var även involverad i "The Carl Sagan Center for the Study of life in the universe".

## Utmärkelser
Asteroiden 4772 Frankdrake är uppkallad efter honom.

## SETI
SETI (Search for extraterrestrial intelligence), är ett vetenskapligt sökande efter utomjordisk intelligent liv. Det finns flera pågående projekt, bland annat Project Phoenix och SETI@home som privatpersoner kan hjälpa till med genom att använda deras skärmsläckare som analyserar data från radioteleskopet Arecibo.
SETI grundades 1980 av bland annat Frank Drake och Bruce C. Murray

## Drakes Ekvation
Drakes ekvation är en hypotetisk ekvation som skapades av Frank Drake 1961.
{\displaystyle N=R^{*}\cdot f_{p}\cdot n_{e}\cdot f_{l}\cdot f_{i}\cdot f_{c}\cdot ~L}
- R* = hur många nya stjärnor som årligen föds i Vintergatan
- fp = hur stor andel av dem som har planetsystem
- ne = hur många planeter av samma typ som jorden det finns i genomsnitt i ett planetsystem
- fl = den andel planeter av samma typ som jorden där det föds liv
- fi = den andel planeter där livet utvecklar sig och blir intelligent
- fc = den andel planeter där det intelligenta livet uppnår en hög teknologisk nivå
- L = den teknologiska civilisationens genomsnittliga livslängd i år
- N = antalet utvecklade civilisationer i Vintergatan i varje ögonblick

## Arecibomeddelandet
Arecibomeddelandet var ett meddelande som sändes ut i rymden via frekvensmodulerade radiovågor vid en ceremoni för att fira ombyggnaden av Arecibo-teleskopet den 16 november 1974. Målet var den klotformiga stjärnhopen M13 som ligger ungefär 25 000 ljusår bort. Budskapet bestod av 1 679 binära siffror, ungefär 210 bytes som överförs med en frekvens på 2 380 MHz och moduleras av skiftande frekvensen 10 Hz, med en effekt på 1 000 kW. Den totala sändningen varade mindre än tre minuter